# Maserati
A Maserati S.p.A. nem csupán egy autómárka; a luxus és teljesítmény szimbóluma, amely az olasz autóipar büszkesége. A cég 1914. december 1-jén alakult Bologna városában, és mára a világ egyik legismertebb prémium járműgyártójává nőtte ki magát. A Maserati emblémája, amely egy háromágú szigonyt ábrázol, már önmagában is a tradíciót és a kiválóságot jelképezi.
A Maserati története szorosan összefonódik a Ferrari világával, hiszen kezdetben a két márka együttműködött egymással. Az évtizedek során a Maserati folyamatosan fejlődött, innovatív megoldásaival és elegáns formatervezésével hódítva meg a luxusautók piacát. 2014 májusában a vállalat rekordot döntött: egy hónap alatt több mint 3000 autót értékesített, ami újraélesztette a gyártási kedvet, különösen a Quattroporte és Ghibli modellek esetében.
A Maserati kínálata magában foglalja a Ghibli és Quattroporte mellett a GranTurismo-t is, amely sportos megjelenésével és lenyűgöző teljesítményével vonzza a vásárlókat. Az SUV kedvelők számára pedig ott van az első Maserati SUV, a Levante, valamint az újabb Grecale modell, amelyek ötvözik az olasz dizájnt a praktikus használhatósággal. A Maserati célja, hogy évente legfeljebb 75 000 járművet gyártson világszerte. Ez az üzleti stratégia biztosítja, hogy minden egyes autó megőrzi azt az exkluzív érzést, amelyet csak egy valódi luxusmárka tud nyújtani.
A Stellantis cégcsoport tagjaként a Maserati továbbra is ambiciózus tervekkel néz elébe. Az új modellek bevezetése és a technológiai innovációk révén céljuk, hogy ne csak megtartsák pozíciójukat a prémium szegmensben, hanem tovább bővítsék is azt. A fenntartható mobilitás iránti elkötelezettségük is hangsúlyos szerepet játszik jövőbeli terveikben.

## Története
A 20. század eleje egy forradalmi időszak volt az autóiparban, amelyben a Maserati testvérek, Alfieri, Bindo, Carlo, Ettore és Ernesto jelentős szerepet játszottak.
A Maserati testvérek közül Carlo (1881–1910) volt a legidősebb, akit tragikus korai halála után Alfieri (1887–1932), Bindo (1883–1980), Ettore (1894–1990) és Ernesto (1898–1975) követtek. Az autóipar iránti szenvedélyük már fiatal korukban megmutatkozott, és az 1900-as évek elején mindannyian részt vettek különböző autós projektekben. Alfieri, Bindo és Ernesto együtt dolgoztak a Diatto cégnél, ahol 2 literes Grand Prix autókat építettek.
1926-ban a Diatto felfüggesztette versenyautóinak gyártását, ami arra ösztönözte a testvéreket, hogy megalapítsák saját márkájukat: a Maseratit. Ez a lépés nem csupán új lehetőségeket teremtett számukra, hanem egy új korszakot is nyitott az olasz motorsport történetében. Az első Maserati modellek között található egy olyan autó is, amelyet Alfieri vezetett és megnyerte vele a híres Targa Florio versenyt 1926-ban.
A Maserati márka gyorsan hírnevet szerzett magának a versenypályákon. Az autók fejlesztése során különböző hengerelrendezéseket alkalmaztak: 4, 6, 8 és még 16 hengeres motorokat is készítettek – utóbbi esetében két párhuzamosan elhelyezett soros nyolcas motorról van szó. E sokszínűség nemcsak technikai újításokat hozott magával, hanem hozzájárult ahhoz is, hogy a Maserati nevéhez fűződő autók világszerte elismertek legyenek.
A Maserati ikonikus háromágú szigony logója, amely Mario Maserati keze munkáját dicséri, nemcsak esztétikai értékkel bír, hanem mély kulturális és történelmi jelentőséggel is rendelkezik.
A logó inspirációját a bolognai Piazza Maggiore-n található Neptune szobor adta. Ez a szobor nem csupán művészeti értéke miatt fontos, hanem mert Bologna városának jelképe is egyben. A vízisten, Neptunus a klasszikus mitológia egyik meghatározó alakja, akit az erő és dinamizmus megtestesítőjeként tartanak számon. 1920-ban egy Maserati testvér javaslatára, Diego de Sterlich márki ötlete alapján került be a logóba ez az embléma. Ez a választás különösen indokolt volt egy sportautógyártó számára, hiszen Neptunus nemcsak a tenger uraként ismert, hanem mint az erő és az energia megtestesítője is. Az embléma tehát tökéletesen tükrözi a Maserati filozófiáját: gyorsaságot és teljesítményt ígér.
Alfieri Maserati, a márka alapítója, 1932-ben hunyt el, de munkássága nem veszett el. Három testvére, Bindo, Ernesto és Ettore, folytatták az álmát, és hozzájárultak a Maserati hírnevének továbbépítéséhez.
Bindo Maserati
Bindo Maserati volt az elsődleges felelős a Maserati üzleti tevékenységéért. Ő irányította a gyártást és segített megszilárdítani a márka hírnevét az autósportban. Bindo vezetésével a cég számos sikeres versenyautót alkotott meg, beleértve a híres Tipo 26-ot is, amely számos győzelmet aratott.
Ernesto Maserati
Ernesto Maserati nemcsak üzletember volt, hanem tehetséges mérnök is. Ő volt az, aki különböző technikai újításokat vezetett be az autókba. Az ő irányítása alatt jelentek meg olyan modellek is, mint a 8CTF, amely világbajnoki címet nyert az Egyesült Államokban. Ernesto elképzelései nemcsak technikai szempontból formálták át a márkát, hanem hozzájárultak annak versenyképességéhez is.
Ettore Maserati
Ettore Maserati volt talán a leginkább művészi hajlamú testvér. Ő tervezte meg sok híres modell formáját és esztétikáját. Ettore elképzelései révén a Maserati autók nem csupán teljesítményük miatt váltak népszerűvé; szépségük és eleganciájuk is hozzájárult ahhoz, hogy ikonikus státuszt nyerjenek el.
Az 1937-es év jelentette a cég egyik legfontosabb fordulópontját, amikor a Maserati testvérek eladták részesedésüket az Adolfo Orsi családnak. Ez a váltás nemcsak az autógyártás irányát határozta meg, hanem a motorsport világában is jelentős sikereket hozott.
Az Orsi család 1940-ben Modenába helyezte át a Maserati központját, ahol a gyár mind a mai napig működik. A testvérek, akik mérnöki szerepeikben maradtak a cégnél, továbbra is hozzájárultak a Maserati fejlődéséhez. A motorsport terén olyan sikereket könyvelhettek el, mint az Indianapolis 500-as verseny megnyerése 1939-ben és 1940-ben a 8CTF modellel, ezzel pedig egyedüli olasz gyártóként írták be nevüket a versenytörténelembe
A második világháború kitörése új kihívások elé állította a Maseratit. A cégnek fel kellett függesztenie az autógyártást, és haditechnikai komponensek gyártására kellett átállnia. Érdekes módon egy V16-os városi autó fejlesztésén is dolgoztak Benito Mussolini számára, versenyben állva Ferry Porsche-val, aki Adolf Hitlernek tervezett hasonló járművet. E projektek végül meghiúsultak, de az iparban szerzett tapasztalatok később hasznosnak bizonyultak.
A háború után Maserati visszatért az autógyártáshoz. Az A6 sorozat sikeresen szerepelt a háború utáni versenyszíntéren. Kulcsszereplők érkeztek a Maserati csapatába, köztük Alberto Massimino, aki korábban a FIAT-nál dolgozott és tapasztalatokat szerzett az Alfa Romeo és Ferrari háza táján. Massimino irányításával és más neves mérnökök segítségével – mint Giulio Alfieri és Gioacchino Colombo – új motorok és vázszerkezetek kifejlesztésére összpontosítottak.
Az 1950-es években Juan-Manuel Fangio érkezése új fejezetet nyitott a Maserati történetében. A legendás argentin pilóta számos kiemelkedő győzelmet aratott, beleértve a világbajnokság megnyerését 1957-ben a híres 250F modellel. A korszak további emblematikus járművei közé tartozott többek között a 200S, 300S és 450S modellek.
Az Orsi család irányítása alatt a Maserati nemcsak túlélte a nehéz időszakokat, hanem virágzásnak indult, folyamatosan újítva és fejlődve. Az autóiparban betöltött szerepük mellett jelentős hatással voltak a motorsportra is, hozzájárulva ahhoz, hogy a Maserati neve örökre összefonódjon az autósport nagyságával.

### Kivonulás a versenyzésből
A Maserati név hallatán sokakban a versenyzés és a sebesség képe idéződik fel. Azonban a márka története nem csupán a győzelmekről és a versenypályákról szól. Az 1957-es Mille Miglia tragédiája, amelyben egy Maserati pilóta, Alfonso de Portago életét vesztette, mély nyomot hagyott a vállalat életében. Ezzel a tragédiával véget ért a Maserati aktív részvétele a gyári versenyzésben, de új irányvonalat indított el: a grand tourerek fejlesztését.
Az 1958-as Maserati 3500 GT jelentős mérföldkő volt a márka történetében. Ez volt az első olyan autójuk, amely teljesen új alapokra épült, és sorozatgyártású modellként került forgalomba. A 3500 GT tervezését Giulio Alfieri, a cég főmérnöke vezette, aki egy 3,5 literes soros hathengeres motort alakított át versenyautóból utcai használatra. Az autó karosszériáját a Carrozzeria Touring készítette el, amely egy 2+2 személyes kupé formájában öltött testet. Az autó sikere lenyűgöző volt: évente több száz példány készült belőle, míg korábban csupán néhány tucat Maserati hagyta el a gyárat. A 3500 GT népszerűsége nemcsak az üzleti sikerhez járult hozzá, hanem létfontosságú volt a Maserati túlélése szempontjából is az aktív versenyzésből való visszavonulás után.
A 3500 GT sikerei után következett a következő mérföldkő, amely tovább bővítette a Maserati portfólióját. A kis szériás V8-as motorral szerelt 5000 GT születése egy különleges igényből fakadt: az iráni sah vágyából, hogy birtokoljon egy olyan autót, amelynek motorja megegyezik a Maserati 450S versenyautó motorjával. Az így megszületett modell az egyik leggyorsabb és legdrágább autóvá vált korában. Az 5000 GT nem csupán egy újabb luxusautó volt; ez volt az első alkalom, hogy Maserati teljesen utcai használatra tervezett V8-as motorral állt elő. Ezzel új fejezetet nyitottak meg a márka történetében, amely összekapcsolta a sportautók világát a grand tourerek eleganciájával és teljesítményével.
Az 1960-as évek során a Maserati számos figyelemre méltó autót mutatott be, amelyek nemcsak technikai újításokkal, hanem esztétikai értékükkel is lenyűgözték a közönséget.
A Maserati 1962-ben bemutatta a Sebring modellt, amely a 3500 GT evolúciójának számított. A Vignale által tervezett autó a rövidebb tengelytávú kabrió alvázra épült, ami sportosabb megjelenést és dinamikusabb vezetési élményt biztosított. A Sebring szimbolizálta a Maserati elkötelezettségét a dizájn iránt, hiszen minden részlete tükrözte az eleganciát és a sportosságot.
A következő lépésben, 1963-ban megérkezett a Mistral coupé, majd 1964-ben a Spider változat. Mindkét modell Pietro Frua keze alatt készült, és egy sor innovatív megoldást kínált. A Mistral család szíve egy hat hengeres motor volt, amely garantálta a zökkenőmentes teljesítményt és a kifinomult vezetési élményt. Az autók nemcsak gyorsak voltak, hanem a tervezésük révén is figyelemfelkeltőek.
Míg az 5000 GT bevezette a Maserati V8-as motorját, addig 1963-ban megérkezett a Quattroporte, amely nemcsak az első limuzin volt a márka történetében, hanem az első olyan modell is, amely valódi luxust kínált. A Tipo 107 4.2 literes DOHC V8 motorja lett az alapja minden későbbi Maserati V8-nak egészen 1990-ig. A Quattroporte nem csupán egy autó volt; egy életstílust képviselt.
A Maserati történetének egyik csúcspontja kétségtelenül a Ghibli érkezése volt 1967-ben. A Ghia által tervezett Ghibli coupé egy erőteljes 4.7 literes szárazságtartályos V8-as motorral készült, amely kiemelkedett teljesítményével és dizájnjával. A Ghibli Spyder és a még nagyobb teljesítményű 4.9 literes Ghibli SS szintén folytatta ezt az örökséget, és máig sok autós rajongó kedvence.

### Citroën tulajdonjog
1968-ban a Maserati történetének egyik legjelentősebb fordulópontja következett be, amikor a francia autógyártó, a Citroën átvette a márka irányítását. Ez a lépés nem csupán egy új tulajdonost hozott a Maserati számára, hanem egy izgalmas együttműködést is elindított, amely számos új modellt és innovációt eredményezett.
A kapcsolat 1968 januárjában kezdődött, amikor a Maserati bejelentette, hogy együttműködik a Citroënnal egy új zászlóshajó, az SM fejlesztésében. A Maserati feladata volt egy motor tervezése és gyártása, amelyet a Citroën SM-ben használtak fel. Az SM 1970-ben debütált mint egy négyüléses, elsőkerék-meghajtású kupé, amelyet a Maserati Tipo C114 2,7 literes V6-os motorja hajtott. Ez a motor nemcsak az SM-ben volt jelen; számos más járműben is megtalálható volt, például rally-preparált DS modellekben.
A Maserati Bora 1971-es bemutatása mérföldkőnek számított a cég történetében. Ez volt az első sorozatgyártású, középmotoros modell, amely egy új irányvonalat képviselt a márka számára. Az ötlet Guy Malleret, a cég új adminisztrátora és a Maserati vezetősége közötti megbeszélések eredménye volt, miután 1968-ban átvették a vállalatot. A Bora nemcsak hogy megváltoztatta a Maserati arculatát, de véget vetett annak hírnevének is, miszerint gyors, de technológiailag elavult autókat gyárt.
A Bora volt az első Maserati, amely négykerék-független felfüggesztést alkalmazott. Ez a technológiai újítás óriási lépés volt előre, különösen figyelembe véve, hogy riválisa, a Lamborghini már 1964 óta használta ezt a megoldást. A Bora nemcsak gyorsaságával, hanem innovatív műszaki megoldásaival is felhívta magára a figyelmet. Két évvel később, 1972-ben a Bora átalakult Merakká, amely már egy 3.0 literes Tipo 114 SM származású V6-os motort használt. Ez az új motor lehetővé tette, hogy a Maserati egy még dinamikusabb járművet kínáljon a piacon.
A Citroën sosem fejlesztett ki négyajtós változatot az SM-ből; ehelyett a Maserati megalkotta a Quattroporte II-t, amely nagyrészt az SM mechanikai alkatrészeit örökölte. Az autó középmotoros és elsőkerék-hajtású elrendezése mellett hat lámpás kialakítással büszkélkedhetett. Alfieri mérnök egy V8-as motort fejlesztett ki az SM V6-jából Guy Malleret kérésére. E motor teljesítménye 260 PS (190 kW; 260 hp) volt. Bár az alapötlet ígéretesnek tűnt, a Citroën és a Maserati pénzügyi nehézségei hátráltatták a típus homologizálási folyamatát. Az ilyen irányú fejlesztések költségei tovább súlyosbították a Maserati helyzetét; végül mindössze tizenkét Quattroporte II készült el, mindegyik V6-os motorral.
A sikeres Ghibli utódjaként jelent meg a Bertone által tervezett Khamsin, amely 1972-től 1974-ig volt gyártásban. Ez az autó ötvözte a hagyományos Maserati V8 GT elrendezést modern független felfüggesztéssel és unibody konstrukcióval. Továbbá bevezette a finomított Citroën technológiáit is, mint például a DIRAVI szervokormányt.

### Válságos évek
Az 1973-as olajválság nem csupán az olajárak emelkedését hozta magával, hanem a sportkocsik iránti kereslet drámai csökkenését is. Ekkoriban a Maserati, amely addig a luxus- és sportautók szegmensében játszott kiemelkedő szerepet, nehéz döntések elé került.
Az olajválság következtében a nagy teljesítményű, üzemanyag-igényes autók iránti kereslet jelentősen visszaesett. Olaszországban az austerity intézkedések következtében a belső piac 60-70%-kal zsugorodott. A Maserati esetében ez különösen drámai következményekkel járt, hiszen az olasz piacon realizált eladások aránya meghaladta az 50%-ot, míg a Ferrari esetében ez csupán 20% volt. Ennek eredményeként a Maserati kénytelen volt leépítéseket eszközölni, hogy megtisztítsa raktárait a nem értékesített autóktól. A kis köbcentis Merak volt az egyetlen modell, amely ebben az időszakban még elég jó eladásokat produkált, miközben a márka más autói iránti érdeklődés drasztikusan csökkent.
1974-re, amikor a gazdasági válság tetőfokára hágott, a Citroën is komoly problémákkal nézett szembe. A cég csődbe ment, és beolvadt a PSA Peugeot Citroën cégcsoportba. Az év végére a hazai értékesítés mértéke olyan alacsonyra zuhant, hogy 360-ról 150 darabra csökkent – ezzel pedig hatalmas veszteségeket könyvelhettek el. Mindezek után 1975 májusában váratlan bejelentést tett a Citroën vezetősége: bejelentették, hogy a Maserati likvidálásra kerül. Ez azonnali tiltakozást váltott ki a dolgozók körében; azonban a termelés nem állt le. A helyi politikai vezetők és szakszervezetek összefogtak, hogy megmentsék a 800 munkahelyet. Carlo Donat-Cattin ipari miniszter Párizsba utazott François Rollier Citroën-elnökkel való találkozóra.
A tárgyalások során kiderült, hogy egy potenciális olasz vevő jelentkezett – Alejandro de Tomaso neve ekkor merült fel először. A Citroën végül elfogadta az olasz kormány kérését, hogy felfüggessze a likvidációt, amelyhez különleges munkanélküli segélyt biztosítottak hat hónapon keresztül. Ez az időszak tehát nemcsak nehézségekkel teli volt, hanem új lehetőségeket is felvetett a Maserati számára. De Tomaso érkezése új reményeket hozott magával; bár sok kérdés maradt nyitva.

### A De Tomaso korszak
1975. augusztus 8-án jelentős esemény zajlott le Róma ipari minisztériumában, amikor a Maserati tulajdonjoga átkerült a Citroëntől az olasz állami GEPI holdingtársasághoz. Ezzel egy új fejezet vette kezdetét a márka életében, amelyet Alejandro de Tomaso argentin iparos és korábbi versenyző irányított.
Alejandro de Tomaso vezetésével a Maserati új irányba lépett. Az üzletember nemcsak hogy megvásárolta a céget, hanem azonnal drasztikus változtatásokba is kezdett. Az első intézkedései közé tartozott Alfieri, a hosszú ideje dolgozó főmérnök elbocsátása, ami sokakat meglepett. De Tomaso célja világos volt: frissíteni és modernizálni kívánta a Maserati kínálatát.
Az 1976-os évtől kezdve a Maserati új modellek bevezetésére összpontosított. Ezek a járművek ugyan megosztották az alapokat más De Tomaso autókkal, de saját motorral rendelkeztek. Az első új modell, a Kyalami grand tourer, amely a De Tomaso Longchamp alapján készült, szemet gyönyörködtető formával és Maserati V8-as motorral büszkélkedhetett. Ezt követően debütált a Giugiaro által tervezett Quattroporte III, amely szintén a De Tomaso Deauville alapjaira épült. Bár az új modellek bevezetése izgalmasnak tűnt, nem minden autó tudta megőrizni népszerűségét. A Bora eladásai csökkentek, míg a Khamsin gyártását 1982-1983 között leállították. Ennek ellenére a Merak továbbra is sikeres maradt, évente több mint száz példányban kelt el, miután fokozatosan megszabadult a Citroën által biztosított alkatrészeitől.
Érdekes módon, miközben az értékesítési számok csökkentek, a Maserati neve egyre ismertebbé vált az amerikai popkultúrában is. Joe Walsh "Life's Been Good" című slágere révén sokan felfigyeltek arra, hogy "a Maserati 185-tel megy". Ez a dal hozzájárult ahhoz, hogy a Maserati márka egyfajta státuszszimbólummá váljon.

### Maserati Biturbo
Az 1980-as évek a Maserati számára jelentős változásokat hoztak, amelyek nemcsak a márka jövőjét formálták, hanem a sportautók világát is. A mid-engine sportautók helyett a cég a kompakt, front-engine, hátsó meghajtású coupé, a Biturbo irányába mozdult el. Ez az innovatív modell nemcsak technikai újításokkal büszkélkedhetett, hanem jelentős kereskedelmi sikerrel is.
A Maserati Biturbo legfőbb vonzereje a szívében rejlő twin-turbo V6-os motor volt, amely az első ilyen motor volt egy sorozatgyártású autóban. A Giulio Alfieri által megálmodott 90°-os V6-os motor alapjaira épült, és számos más Maserati modellben is felhasználták. A Biturbo platformjára épülő modellek közötti közös alkatrészek biztosították az egységesítést és a hatékonyságot, lehetővé téve, hogy a Maserati minden új autója az 1990-es évekig ezeken az alapokon nyugodjon. A Biturbo család rendkívül sikeres volt, hiszen körülbelül 40 000 egységet értékesítettek belőle, ami jól tükrözi a Maserati név aspirációs vonzerejét. 1983 és 1984 között a választék bővült: megjelentek a szedánok (425 és 420), valamint egy kabrió (Zagato karosszériával) is.
A Maserati története szorosan összefonódik a Chryslerrel is. 1984-ben a Chrysler 5%-os részesedést vásárolt a Maserati-ban, amelyet Lee Iacocca vezetett. A két cég között létrejött közös vállalat célja egy olyan autó gyártása volt, amelyet az amerikai piacon forgalmaztak; ez lett a Chrysler TC by Maserati. Az együttműködés folytatásaként 1985-ben fúziót hajtottak végre a Nuova Innocentivel. A Chrysler részesedése folyamatosan nőtt, és 1986-ra elérte a 15,6%-ot. Ekkor újabb Biturbo-alapú modellek jelentek meg évről évre: például az 1984-es 228-as nagy coupé és az azt követő modellvariánsok.
A Biturbo platform folyamatos fejlődése újabb lehetőségeket teremtett. Az 1986-os évben bevezetett Weber üzemanyag-befecskendezés javította a megbízhatóságot és bővítette a modellválasztékot. Ugyanebben az évben frissítették az öregedő Quattroporte III-at Royale néven; ez egy luxusmodell volt, amelyből évente csupán néhány példány készült. Az új modellek folyamatosan érkeztek: az 1987-es év hozta el a saloon rangsor csúcsát képviselő 2.8 literes 430-as modellt; míg 1988-ban bemutatkozott a Karif, amely egy kétüléses sportkocsi volt. Ekkor már elkezdődött a Biturbo név eltűnése is; az új coupék és szedánok már csak 222-es és 422-es néven szerepeltek. Az utolsó években különösen figyelemre méltó volt a Shamal megjelenése, amely visszahozta a nyolc hengeres grand tourer érzést. Az erőteljes V8-as motor mellett új dizájnnal rukkolt elő Marcello Gandini stílusában.

### De Tomaso-FIAT
Az 1980-as évek végén, különösen 1989 októberében, a Maserati története egy új fejezethez érkezett, amikor De Tomaso megvásárolta a GEPI hátralévő kvótáját. Ezzel a lépéssel elkezdődött egy új korszak a híres olasz autómárka életében, amelyre később a FIAT belépése is rányomta a bélyegét.
A Maserati sorsa 1989 végén új irányt vett, amikor a FIAT bejelentette, hogy belép a Maserati történetébe. Ekkor a Maserati és az Innocenti vállalatok elváltak egymástól, az Innocenti Milano S.p.A. pedig továbbra is működött, 51%-os FIAT Auto tulajdonjoggal. Az összes modenai és lambratei üzemet egy újonnan létrehozott céghez, a Maserati S.p.A.-hoz csatolták. Ez az új vállalat 49%-ban a FIAT Auto birtokában állt, míg 51%-át De Tomaso ellenőrizte az Officine Alfieri Maserati révén
Az 1990-es évek elején egy izgalmas középmotoros sportautó fejlesztése indult el, amelynek neve Chubasco volt. A tervek szerint ez az autó 1992-ben debütált volna egy Gandini által tervezett karosszériával és V8-as motorral. Azonban a projektet törölték, mivel a FIAT úgy ítélte meg, hogy az túlságosan közel áll a Ferrari termékeihez. Ezt követően kezdődtek el a Biturbo modellcsalád faceliftjei Marcello Gandini tervei alapján, amelyek a Shamal stílusjegyeit követték. A Biturbo kupé utolsó verziója Racing néven futott, amely már több olyan elemet tartalmazott, amelyek az akkoriban készülő Ghibli modellbe kerültek át.
1992-ben bemutatták a Ghibli II-t, amely egy hat hengeres kupé volt, módosított Biturbo alapokra építve. Az autó új Gandini karosszériával büszkélkedhetett, amely mérsékeltebb formavilágot képviselt mint elődje. A Ghibli II legújabb evolúciója a 24 szelepes turbós V6 motor volt, amely rekord szintű specifikus teljesítményt nyújtott. A Chubasco mégsem tűnt el nyomtalanul; annak alapjain született meg a Maserati Barchetta – egy kis nyitott középmotoros sportautó, amelyet Carlo Gaino tervezett. A Barchetta Corsa versenyváltozata alapján egy egymárkás versenysorozatot is szerveztek 1992-ben és 1993-ban, de sajnos a közúti változat sosem került sorozatgyártásba – mindössze 17 példány készült el belőle.
1992 és 1994 között fokozatosan megszűnt minden modell, kivéve a Ghiblit és a Shamalt. Ez az időszak kulcsszerepet játszott abban, hogy milyen irányba halad tovább a Maserati márka. Ez az időszak tele volt izgalommal és innovációval, de számos kihívást is jelentett az olasz autómárka számára. Ahogy nézzük vissza ezt az időszakot, láthatjuk azt az átalakulást és fejlődést, ami hozzájárult ahhoz, hogy ma ismerjük és szeretjük ezt a legendás márkát.

### FIAT tulajdonjog
A Maserati Quattroporte IV megjelenése a 90-es évek elején nem csupán egy új modell debütálását jelentette, hanem egy új korszak kezdetét is a Maserati történetében, amelyet a FIAT irányítása alatt élhetett meg.
1993. május 19-én Alejandro De Tomaso, aki 17 évig irányította a Maserati-t, eladta 51%-os részesedését a FIAT-nak. Ezzel a FIAT lett a cég egyedüli tulajdonosa, ami új lehetőségeket teremtett az olasz luxusautók számára. A Maserati számára ez volt az újjászületés ideje, hiszen az addigra elavult Quattroporte III/Royale modellt 1994-ben leváltotta az új Quattroporte IV.
A Quattroporte IV Marcello Gandini keze alatt készült, aki korábban olyan ikonikus modellek tervezésén dolgozott, mint a Lamborghini Countach. Az autó alapjául szolgáló Biturbo platform modern megjelenést és sportos karaktert kölcsönzött neki. Kezdetben V6-os motorral volt elérhető, amelyet a Ghibli II-től örökölt. 1996-ban azonban bemutatták a V8-as változatot is, amely már jelentősebb teljesítményt nyújtott. A V8-as modell motorja a Shamal V8 fejlesztése volt, ami tovább emelte a Quattroporte IV státuszát az autós világban. Az "Seicilindri" (hat henger) és "Ottocilindri" (nyolc henger) feliratok bevezetése pedig segített megkülönböztetni a két változatot.
A Maserati történetének egy másik érdekes fejezete az 1980-as évek végére nyúlik vissza, amikor a Chrysler rövid időre tulajdonosa lett a márkának. A Chrysler TC by Maserati nem volt túl sikeres projekt, de az idő múlásával ez a két vállalat újra összekapcsolódott: 2011-ben, amikor a FIAT többségi részesedést szerzett a Chryslertől annak csődbe jutása után. Ez új lehetőségeket nyitott meg mindkét márka számára. A Stellantis 2021-es megalakulásával pedig nemcsak hogy újra létrejött ez az összekapcsolódás, de egy új korszak kezdődött el mindkét márka életében.

### Ferrari
Az 1997-es év fordulópontot jelentett a Maserati számára, amikor a FIAT 50%-os részesedését eladta a Ferrari-nak. Ezzel kezdetét vette egy új fejezet a Maserati történetében, amely során a Ferrari luxuságazataként vált ismertté.
A Ferrari irányítása alatt a Maserati új irányvonalat kapott, amelynek első lépése a Quattroporte Evoluzione bemutatása volt az 1998-as Genfi Autószalonon. A régi gyár helyére új üzemet építettek, amely lehetővé tette a modern technológiák alkalmazását. Ekkor debütált a Maserati 3200 GT is, amelynek különleges vonása volt a boomerang alakú hátsó lámpa. A 3200 GT-t egy 3,2 literes twin-turbo V8-as motor hajtotta, amely 370 lóerőt produkált. 2002-ben a 3200 GT-t leváltotta a Maserati Coupé és Spyder, amelyek továbbfejlesztett változatai voltak az előző modellnek. Ezek az autók már egy teljesen új, természetesen szívó, száraz olajozású 4.2 literes V8-as motorral rendelkeztek, transaxle váltóval párosítva. A Coupé és Spyder később utódokat kaptak: GranTurismo és GranCabrio néven.
A Ferrari által irányított Maserati nem csupán az utcai autók piacán indult el felfelé, hanem visszatért a versenyzés világába is. Az MC12 bemutatásával 2004-ben a Maserati újra jelen volt a motorsportban. Az MC12 alapját az Enzo Ferrari sportsautó képezte, és az FIA GT szabályainak megfelelően fejlesztették ki. Ez a modell hatalmas sikereket aratott: 2005-től kezdődően három egymást követő évben megnyerte a csapatbajnokságot. A Maserati MC12 nemcsak versenyautóként vált híressé, hanem limitált példányszámban utcai verziókat is készítettek belőle – összesen 50 darabot gyártottak le. Az MC12 tehát nemcsak egy autó; ez egy igazi ikon, amely megtestesíti azt az örökséget, amit mindkét márka képvisel.

### A Maserati és az Alfa Romeo csoport a FIAT csoport alatt
A Maserati és Alfa Romeo csoport, amely a FIAT csoport részeként működik, 2005-ben alakult meg, amikor a Maserati levált a Ferrariról, és partnerségre lépett az Alfa Romeóval. Azóta a két ikonikus olasz autómárka közötti együttműködés nemcsak a vállalatok számára volt előnyös, hanem a rajongók és az autós szakma számára is izgalmas újdonságokat hozott.
2005. június 9-én gördült le a gyártósorról a 20,000. Maserati, egy Quattroporte V, amely új fejezetet nyitott a márka történetében. A FIAT tulajdonában 2007 második negyedévében a Maserati végre profitot termelt 17 év után, ami azt jelezte, hogy az új irányvonal sikeresnek bizonyul
2010. január 22-én a FIAT bejelentette, hogy új partnerséget hozott létre az Alfa Romeo, Maserati és Abarth márkák számára. A csoport vezetője Harald J. Wester lett, aki jelenleg is a Maserati vezérigazgatója. Sergio Marchionne kijelentette: „az Alfa Romeo, Maserati és Abarth márkák egyesítése alatt álló vezetés célja az, hogy hangsúlyozza és kihasználja e három márka közös sportos jellemzőit és teljesítményét.” Bár a Maserati és az Alfa Romeo egy márkacsoportba tartozik, fontos megjegyezni, hogy míg az Alfa Romeo a FCA Italy S.p.A.-hoz van struktúrálva, addig a Maserati közvetlenül csak az FCA alá tartozik. Wester 2015-ös interjújában világossá tette, hogy szerepe a Maseratinál eltér az Alfa Romeónál betöltött szerepétől; utóbbi jobban integrált volt a FIAT csoportba.
2013-ban kezdődött meg a Maserati terjeszkedése a Quattroporte VI bevezetésével, amely célja az volt, hogy versenyezzen a Mercedes-Benz S-osztályával. Ezt követte a Ghibli bemutatása, amelyet kifejezetten azért fejlesztettek ki, hogy konkuráljon olyan modellekkel mint a Mercedes-Benz E-osztály vagy BMW 5-ös sorozat. 2014 májusában megerősítették a Levante SUV gyártását is; ez volt az első SUV modelljük, amely új piaci szegmenst célozott meg. Emellett bemutatták az Alfieri koncepciót is – egy két plusz két helyes sportautót -, melynek gyártása még nem indult el.
A terjeszkedés mellett a Maserati visszatért a nagy teljesítményű autók világába is, ahol célja volt versenyezni olyan márkákkal mint a Mercedes-AMG vagy a Porsche. Az új modellek magas teljesítményű motorokkal rendelkeznek; például a Quattroporte VI csúcsmodelljei V8-as motorral érkeztek all-wheel drive rendszerrel.
A Maserati az utóbbi években figyelemre méltó értékesítési növekedést mutatott. Különösen a 2013-as és 2014-es év volt mérföldkő a cég számára, amely nemcsak az új modellek bevezetésének köszönhető, hanem a globális autópiac iránti kereslet növekedése révén is kiemelkedett. 2013-ban a Maserati összesen 15,400 egységet értékesített világszerte, ami drámai növekedést jelentett az előző évi, mindössze 6,000 egységes eladásokhoz képest. E növekedés hátterében többek között a Quattroporte és Ghibli modellek bemutatása állt, amelyek az év végén debütáltak. Ezek az új modellek nemcsak vonzó dizájnjukkal, hanem kiváló teljesítményükkel is felkeltették a vásárlók figyelmét.
A következő évben, 2014 májusában, a Maserati rekordot döntött: világszerte több mint 3,000 autót adtak el egy hónap alatt. Az Egyesült Államokban ez az adat még figyelemreméltóbb volt: itt 1,114 járművet értékesítettek, ami 406.19%-os növekedést jelentett az előző év azonos hónapjához képest. A legmagasabb havi eladásokat szeptemberben mérték, amikor is 1,318 egységet adtak el. Ezek az eredmények nemcsak a márka népszerűségét tükrözik, hanem azt is jelzik, hogy a Maserati sikeresen pozicionálta magát a luxus sportautók szegmensében. Az amerikai piac különösen kedvező volt számukra: 2014-ben összesen 13,411 autót értékesítettek Észak-Amerikában, ami 169%-os növekedést jelentett az előző évhez képest.
Harald J. Wester kijelentette, hogy a Maserati nem tervezi túllépni a 70,000 éves eladási határt. A cég célja továbbra is abban rejlik, hogy megtartja pozícióját a luxus sportautók magasabb szegmensében anélkül, hogy lejjebb lépne az árkategóriákban vagy kisebb modellek gyártásába kezdene. A Maserati tervezési irányvonalát Marco Tencone irányította egészen 2015 végéig. Ekkor úgy döntöttek, hogy Tencone más pozíciókra összpontosít majd más Fiat csoport márkáknál.
A modern autóipar átalakulása napjainkban egyre inkább a fenntarthatóság és az elektromos mobilitás irányába mutat. A Maserati, a luxusautók szimbóluma, 2022 márciusában bejelentette, hogy minden modelljének elektromos verzióját 2025-re bemutatja. Davide Grasso, a cég vezérigazgatója hangsúlyozta, hogy a Maserati célja nem csupán az elektromos járművek bevezetése, hanem az is, hogy 2030-ra teljesen leállítja belső égésű motorral működő járműveinek gyártását. Mindez új irányvonalat jelöl ki a cég számára, amely nemcsak a technológiai fejlődést célozza meg, hanem az ökológiai lábnyom csökkentését is.
A világ számos autógyártója már régóta törekszik arra, hogy elektromos megoldásokat kínáljon vásárlóinak. A Maserati elkötelezettsége az elektromobilitás mellett nem csupán trendi lépés, hanem felelősségteljes döntés is. Az elektromos autók használata jelentős mértékben hozzájárulhat a légszennyezés csökkentéséhez és a globális felmelegedés megfékezéséhez. Az új Maserati elektromos járművei – amelyek mindegyike a „Folgore” (olaszul: „villám”) nevet viseli majd – nemcsak teljesítményükben és dizájnjukban tükrözik a márka hagyományait, hanem környezetbarát alternatívákat is kínálnak.

## Jelenlegi modellek

### Maserati Quattroporte

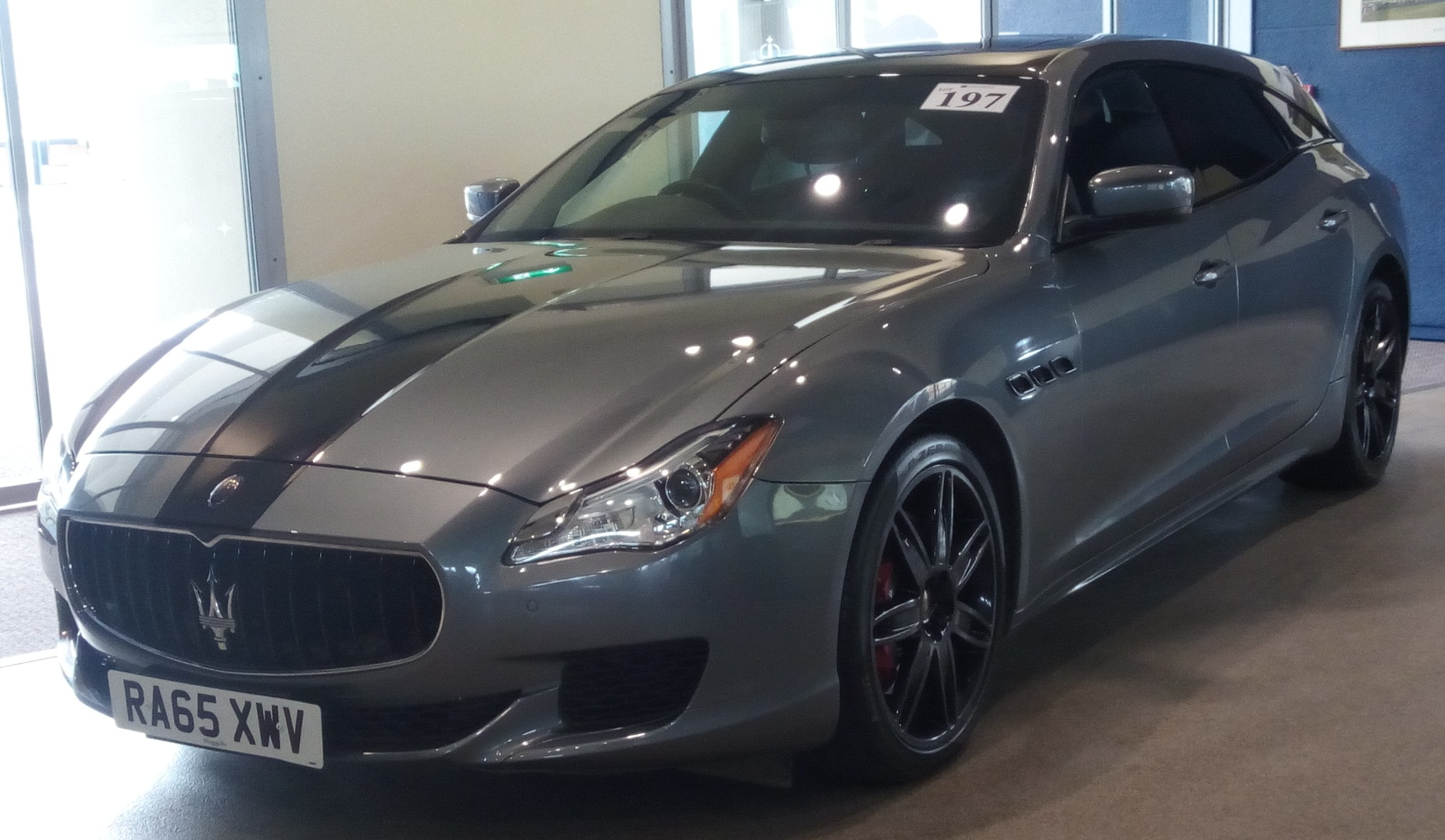
Maserati Quattroporte Shooting Brake

A Maserati Quattroporte, amely olaszul "négyajtós"-t jelent, a sportos luxus szedánok kiváló képviselője. A márka iránti szenvedély és az olasz dizájn találkozása ez a modell, amely már a hatodik generációját éli. 2013 óta a Quattroporte nemcsak stílusával, hanem teljesítményével is lenyűgözi a vezetés szerelmeseit.
A Quattroporte jelenlegi generációja három fő változatban érhető el: S Q4, GTS és Diesel. Az S Q4 egy fejlett összkerékhajtással van felszerelve, ami remek tapadást és stabilitást biztosít. A benne található 404 lóerős, twin-turbo V6-os motor igazi élményt nyújt a vezetők számára. Ezzel szemben a GTS hátsókerék-meghajtású változat, amelyet egy 523 lóerős V8-as motor hajt. Ezen kívül a Diesel modell is elérhető bizonyos piacokon, amely 275 lóerőt (205 kW) és 600 Nm nyomatékot kínál.
A hatodik generációs Quattroporte mérete jelentősen megnőtt, hogy jobban versenyezzen a tágasabb luxusautók között, mint például a Mercedes-Benz S-osztály. Ezáltal nemcsak sportos megjelenést kapott, hanem az utastér is kényelmesebbé vált. A magas szintű kényelem és elegancia jellemzi az autót, így ideális választás azok számára, akik luxust keresnek.
2018 óta a Quattroporte néhány frissítést kapott. Az S Q4 verzió teljesítménye emelkedett 456 PS-re (335 kW; 450 hp), míg a GTS modell 568 PS-t (418 kW; 560 hp) produkál az új V8-as motorral. Mindkét változat all-wheel drive rendszerrel rendelkezik, amely tovább növeli az autó teljesítményét és vezetési élményét.

### Maserati Ghibli

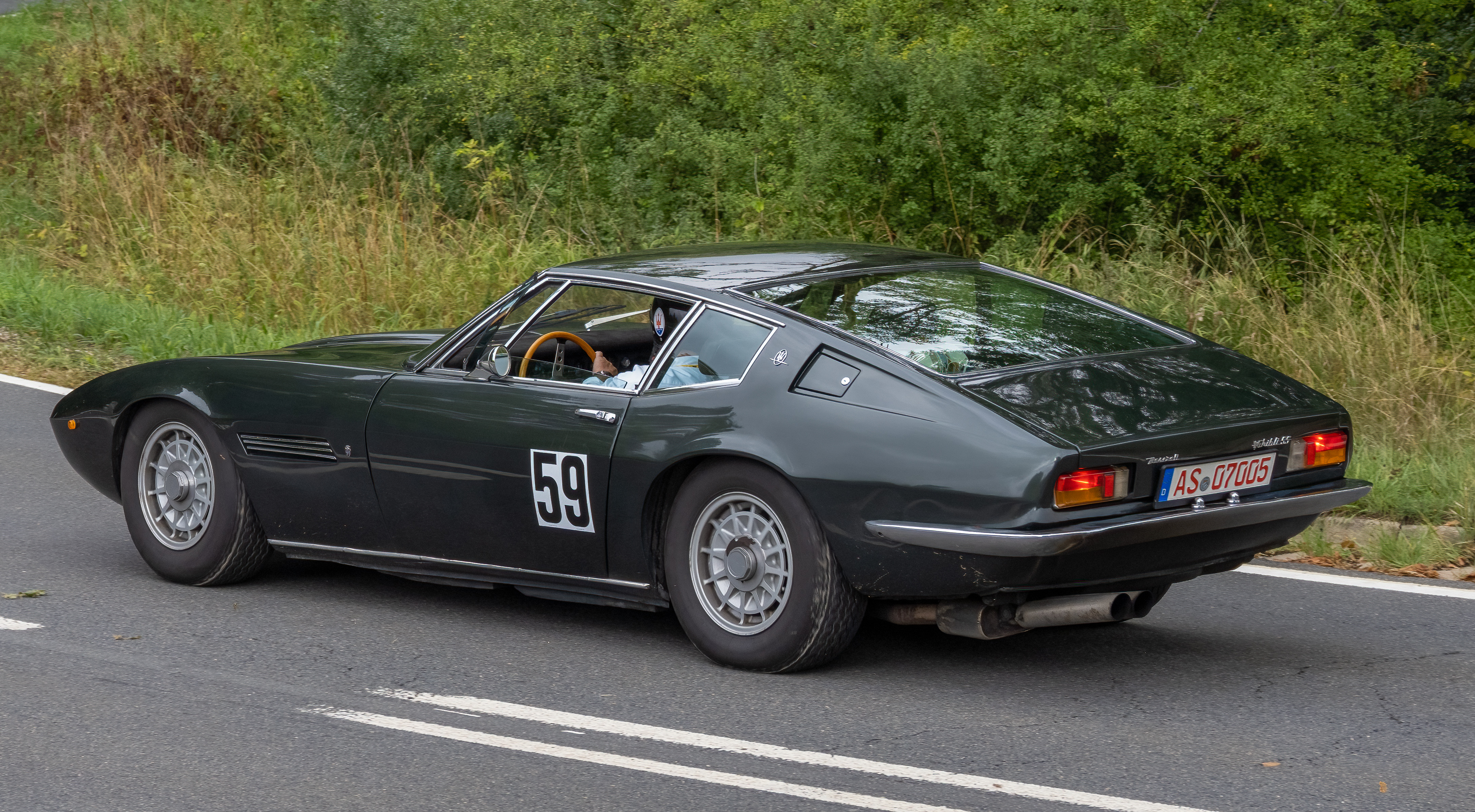
Maserati Ghibli

A Maserati Ghibli bemutatója 2013. április 20-án zajlott Sanghajban, és azóta a luxusautók világának izgalmas szereplőjévé vált. Ez a sportos executive szalon nemcsak elegáns megjelenésével, hanem teljesítményével is kiemelkedik, versenytársai között ott találjuk a BMW 5-ös sorozatot, a Mercedes E-osztályt és az Audi A6-ot.
A Maserati Ghibli tervezése során a gyártók célja az volt, hogy egy olyan autót hozzanak létre, amely ötvözi az olasz dizájnt és a sportos teljesítményt. A Ghibli alapmodellje 330 lóerős teljesítménnyel rendelkezik, míg a Ghibli Diesel változat 275 lóerőt kínál (Olaszországban 250 lóerő). Az S Q4 változat még erősebb: 410 lóerőt tudhat magáénak. Azonban nem állt meg itt a fejlődés; 2018 óta az alapmodell már 350 lóerőt produkál, míg az S Q4 verzió teljesítménye elérte a 450 lóerőt is. A Grugliasco-i (Torino) gyárban készülő Ghibli nemcsak motorjával hódít, hanem megjelenésével is. Az autó vonzó vonalai és elegáns részletei mindenki figyelmét felkeltik. A belső tér prémium anyagokból készült, amely garantálja a kényelmet és luxust utasai számára.
A Maserati Ghibli nemcsak fizikai megjelenésében lenyűgöző, hanem technológiai újításaival is. Az autó modern infotainment rendszere lehetővé teszi a vezetők számára, hogy könnyedén hozzáférjenek az összes szükséges funkcióhoz. A navigációs rendszer intuitív használata és a különböző csatlakozási lehetőségek – mint például Bluetooth és USB – garantálják, hogy minden utazás zökkenőmentes legyen. Az aktív biztonsági rendszereknek köszönhetően a Ghibli nemcsak sportos élményt nyújt, hanem védelmet is biztosít. A fejlett érzékelők folyamatosan figyelik az utat, segítve ezzel a vezetőt különböző veszélyhelyzetek elkerülésében.
A Maserati Ghibli folyamatos fejlődése nemcsak mechanikai frissítésekben nyilvánul meg; 2021-ben jelentős faceliftet kapott. Az új dizájn elemek frissebbé és modernebbé tették az autót, miközben megtartották annak jellegzetes sportos vonásait. A facelifttel együtt érkezett új színválaszték és belső térbeli finomítások is, amelyek tovább fokozzák az autó exkluzivitását.

### Maserati Levante

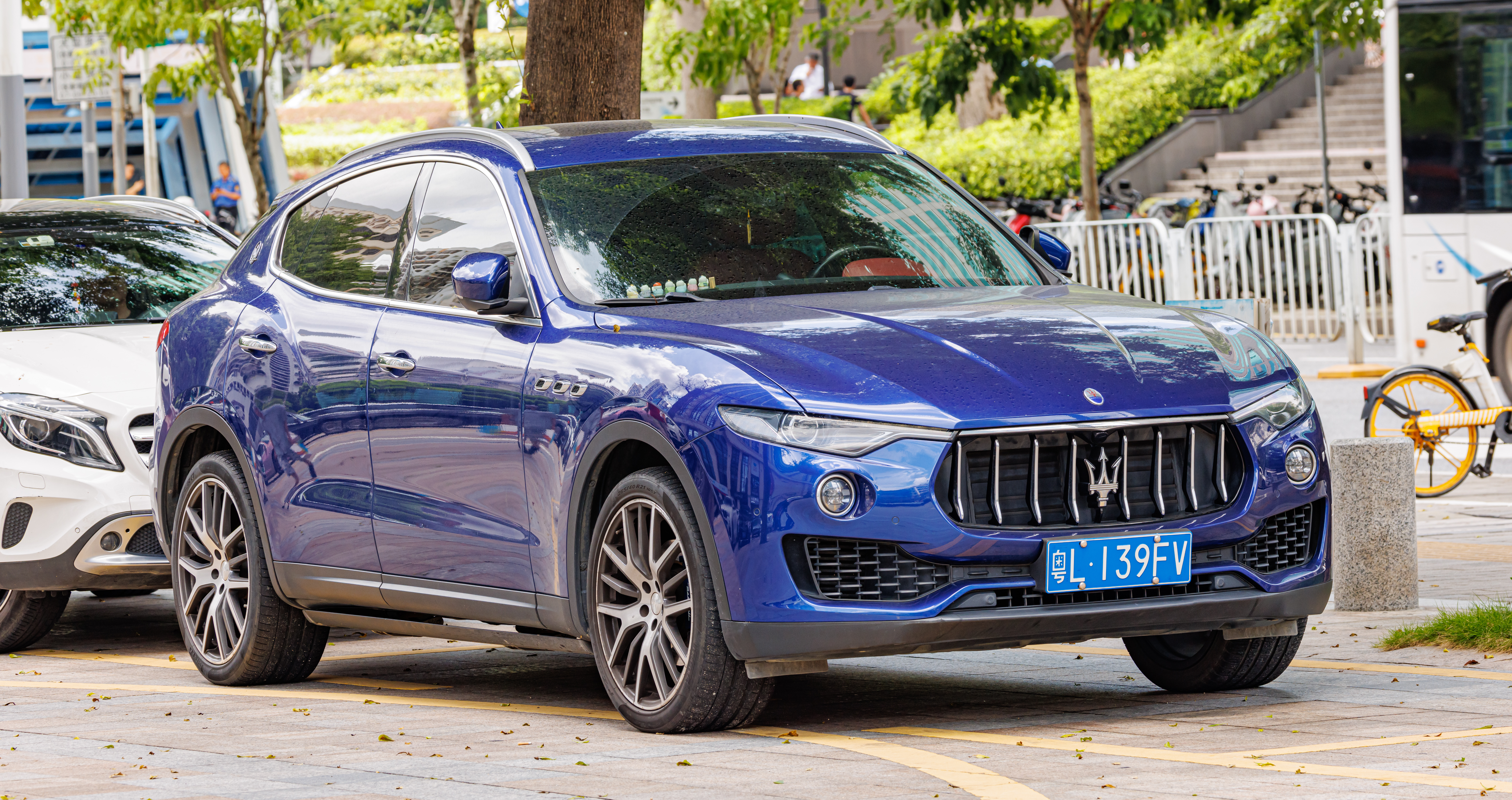
Maserati Levante

A Maserati Levante, a híres olasz autógyártó első crossover SUV-ja, 2014-ben debütált, és azóta a luxusautók piacának egyik ikonjává vált. A Levante mögött álló történet már jóval korábban kezdődött, hiszen a Maserati Kubang koncepció SUV bemutatóját követően 2003-ban a Frankfurti Autószalonon már megkezdődtek a pletykák és várakozások. Az igazi áttörés azonban 2012 szeptemberében történt, amikor a Párizsi Autószalonon hivatalosan bejelentették az autó fejlesztését.
A Maserati Levante egyedi stílusa az olasz dizájnra jellemző eleganciát ötvözi a sportos vonásokkal. A Mirafiori üzemében, Torinóban készülő jármű nem csupán külső megjelenésével, hanem teljesítményével is lenyűgöz. Kétféle teljesítményszinttel érhető el: egy 350 lóerős és egy 425 lóerős 3.0 literes V6-os motorral. Az összes modell all-wheel drive (AWD) rendszerrel van felszerelve, ami kiváló tapadást és stabilitást biztosít különböző útviszonyok mellett. A Levante vezetési élménye páratlan; az autó nemcsak gyorsulásával és kanyarodási képességeivel tűnik ki, hanem az utastér kényelmével és technológiai újításaival is. Az elegáns belső tér prémium anyagokból készült, modern infotainment rendszerrel van felszerelve, amely zökkenőmentes kapcsolatot biztosít a sofőrnek és utasainak.
Bár a Maserati Levante sikere vitathatatlan, a gyártásának vége is közeledik: a tervek szerint 2024 március végén leállítják a gyártást.

### Maserati MC20

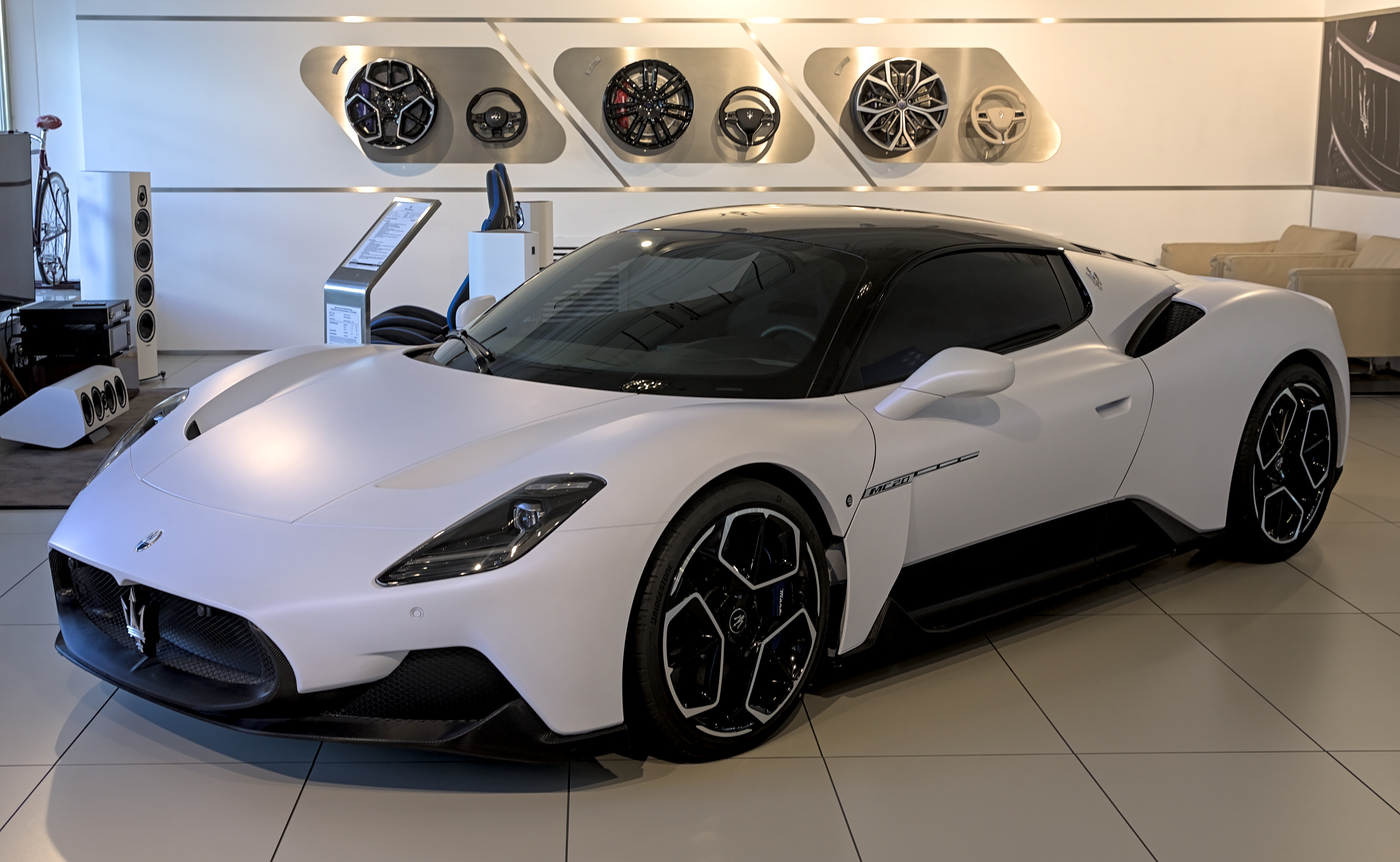
Maserati MC20

Ez a 2-ajtós, középmotoros szuperautó 2020 szeptemberében debütált, és azóta számos autórajongó figyelmét felkeltette. A Maserati MC20 nemcsak a teljesítményével, hanem innovatív technológiájával és lenyűgöző dizájnjával is kitűnik a tömegből.
A Maserati MC20 tervezése során a hangsúly a könnyedségen és a szilárdságon volt. A karosszéria szénszálas monokokk szerkezete jelentősen hozzájárul az autó alacsony súlyához és kiváló stabilitásához. Ennek köszönhetően az MC20 nemcsak lenyűgözően néz ki, hanem maximális teljesítményt is nyújt. A formatervezés eleganciát és sportosságot sugall, amely tökéletesen tükrözi a Maserati örökségét.
A szívverés az MC20 esetében egy 3 literes V6-os motor, amely 630 lóerőt produkál. Ez a motor nemcsak erőt ad az autónak, hanem hihetetlen gyorsulást is biztosít. Az MC20 0-ról 100 km/h-ra kevesebb mint 3 másodperc alatt képes gyorsulni, ami figyelemre méltó teljesítmény a kategóriájában. A motor mellett a Maserati mérnökei különös figyelmet fordítottak a jármű dinamikájára is, hogy minden egyes kanyarban és gyorsításnál maximális élményt nyújtson.
A Maserati MC20 nem csupán egy sportautó; egy technológiai remekmű is. Az autóban található legmodernebb információs- és szórakoztató rendszerek lehetővé teszik, hogy a vezetők mindig kapcsolatban maradhassanak, miközben élvezik az autózás örömét. A digitális műszerfal letisztult dizájnja és intuitív kezelőfelülete megkönnyíti az irányítást, így maximálisan kiélvezhetjük az autót.

### Maserati Grecale

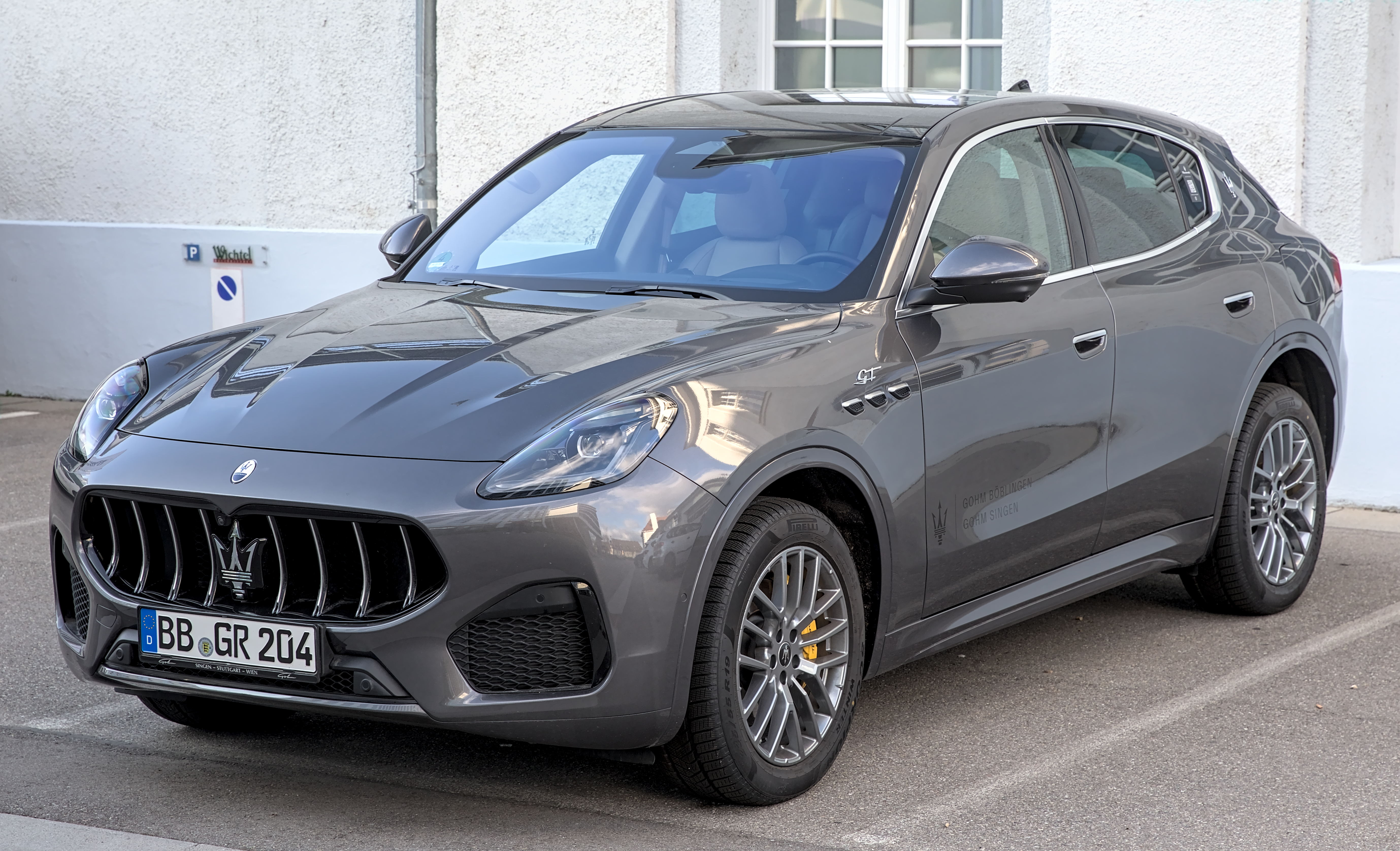
Maserati Grecale

A Maserati Grecale megérkezése igazi mérföldkő a prémium SUV szegmensben. Az olasz autógyártó új modellje nemcsak elegáns dizájnjával, hanem lenyűgöző teljesítményével és innovatív technológiájával is felhívja magára a figyelmet. A Grecale a Giorgio platformra épül, amelyet az Alfa Romeo Stelvio és az ötödik generációs Jeep Grand Cherokee is használ, így már a gyökerei is ígéretesek.
A Maserati Grecale egy ötajtós, ötszemélyes kompakt luxus crossover SUV, amely megjelenésével és teljesítményével egyaránt lenyűgözi az autórajongókat. A modell kétféle motorváltozattal érhető el: az alapváltozat 300 vagy 330 lóerős mild hybrid inline-four motorral működik, míg a csúcsmodell, a Trofeo, egy 530 lóerős V6 Nettuno motorral van felszerelve. Ez utóbbi nemcsak erőt ad az autónak, hanem egyedülálló vezetési élményt is biztosít.
A Maserati Grecale külseje sportos és elegáns egyben, amely tökéletesen tükrözi a márka hagyományait. Az agresszív vonalak és a karakteres hűtőrács azonnal magára vonja a figyelmet. Belső terét luxus anyagok és kifinomult részletek jellemzik, amelyek nemcsak esztétikai értéket képviselnek, hanem maximális kényelmet is nyújtanak az utasok számára. Az okos tárolási megoldások és modern infotainment rendszer gondoskodik arról, hogy minden utazás élménye felejthetetlen legyen.
A Maserati mindig is híres volt sportos teljesítményéről, és a Grecale sem kivétel. A különböző motorváltozatok lehetővé teszik a vásárlók számára, hogy saját igényeiknek megfelelően válasszanak. A mild hybrid technológia nemcsak környezetbarátabbá teszi az autót, hanem optimalizálja a fogyasztást is, míg a Trofeo verzió brutális erejével garantálja az izgalmas vezetési élményt. A technológiai újítások között megtalálható a legmodernebb biztonsági rendszerek sora is, amelyek célja az utasok védelme és a balesetek megelőzése. A fejlett vezetéstámogató rendszerek révén minden vezetés során biztonságban érezhetjük magunkat.

### Maserati GranTurismo

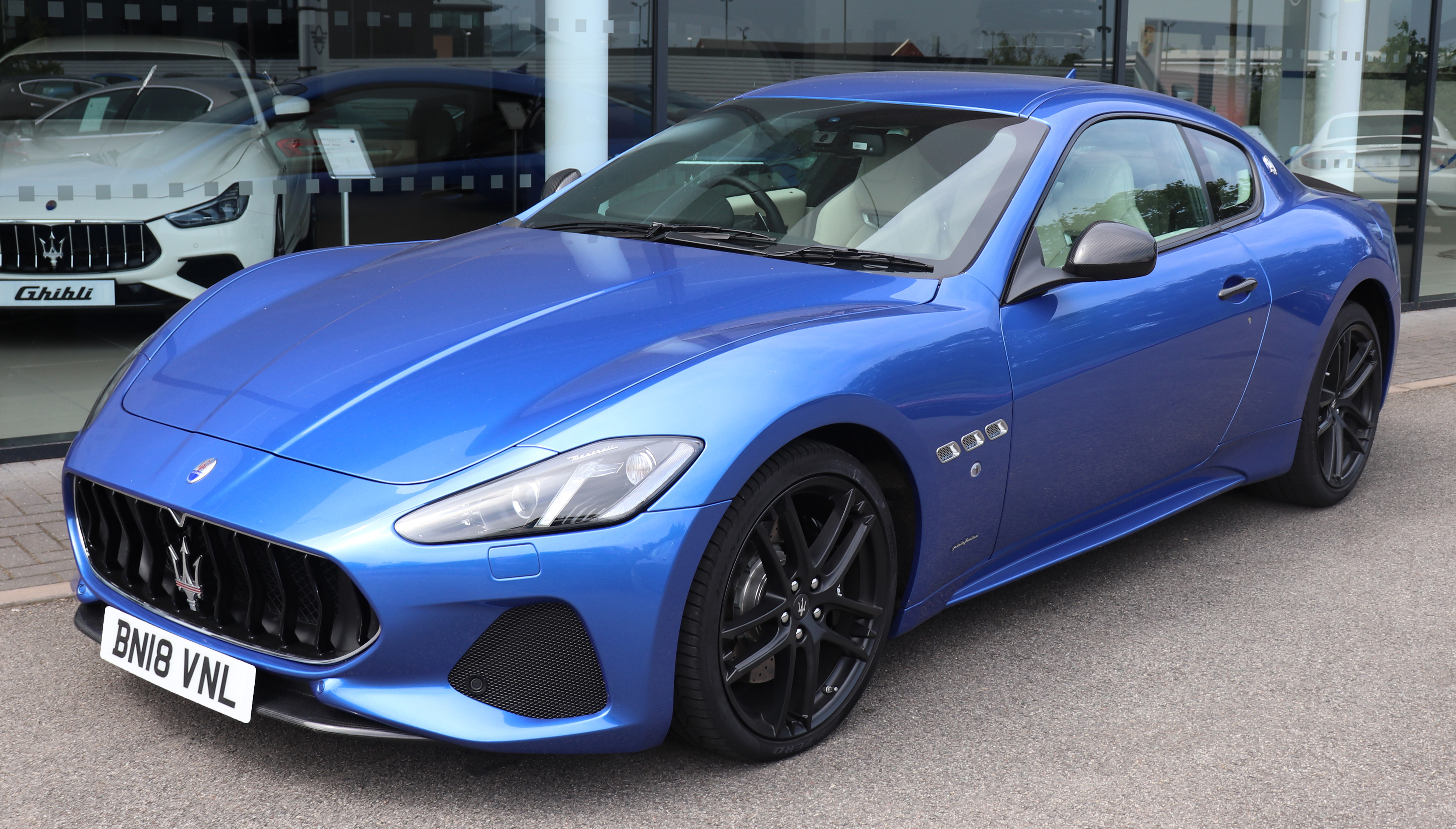
2018 Maserati GranTurismo Sport Automatic 4.7 Front.

A Maserati GranTurismo az autósport és a luxus világának egy kiemelkedő képviselője, amely 2007 óta hódítja meg a vezetés szerelmeseit. A Maserati GranTurismo 2007-es bemutatása óta sokat fejlődött, de az alapja mindig is az erős V8-as motor volt. Az első generációban 4.7 literes motorral rendelkezett, amely 460 PS (338 kW; 454 hp) teljesítményre volt képes a Sport és MC Stradale kivitelekben. Az elegáns kupé mellett megérkezett a GranCabrio változat is, amely ugyancsak elérhető volt standard, Sport és MC modellekben. A gyártás 2014-re tervezett leállítása ellenére az utolsó példányt, a Zédát 2019-ben gördítették ki a gyártósorról, így a GranTurismo öröksége tovább élhetett.
2022-ben bemutatták a Maserati GranTurismo második generációját, amely újra definiálja, mit is jelenthet egy grand tourer. Az új modell már nem csupán egy V8-as motorral rendelkezik; lehetőség van választani egy 3 literes V6-os motor között is, amelyet az MC20-ból vettek át. Ez utóbbi változatok különböző teljesítménnyel bírnak: 483 és 542 lóerővel érkezik a Modena és Trofeo trimekben. De ami igazán figyelemre méltó, az az elektromos verzió, a Folgore trim. Három elektromotorral szerelve ez az autó elképesztő 761 lóerőt képes produkálni, ezzel pedig nemcsak teljesítményben, hanem fenntarthatóságban is új mércét állít fel.
A Maserati GranTurismo nem csupán teljesítményével hódít; dizájnja is lenyűgöző. Az olasz mestermunka minden részletében tükrözi a precizitást és az eleganciát. A belső tér prémium anyagokból készült, kényelmes ülésekkel és modern technológiával van felszerelve, amely biztosítja, hogy minden utazás élvezetes legyen.

## Motorsport
A Maserati motorsport iránti elkötelezettsége több mint egy évszázados múltra tekint vissza. Az autómárka már az 1920-as években aktívan részt vett versenyeken, és azóta számos sikeres évet tudhat maga mögött. A Formula–1-ben való részvételük különösen emlékezetes, hiszen olyan legendás pilóták ültek a volánnál, mint Juan Manuel Fangio és Bira herceg Siamból. Fangio, aki öt világbajnoki címet nyert, a Maserati színeiben is megmutatta tehetségét, hozzájárulva ezzel a márka hírnevéhez
A Maserati egyik legfontosabb fejlesztése a GranTurismo MC versenyautó volt, amelyből összesen tizenöt példány készült. Ezeket az autókat az Európai Kupára és a Nemzeti Hosszútávú Sorozatra homologizálták, lehetővé téve számukra, hogy különböző nemzetközi versenyeken induljanak. Az egyik GranTurismo MC példányt 2010 januárjában a Cool Victory GT motorsport szervezet versenyeztette Dubajban, bizonyítva ezzel a Maserati teljesítményét és megbízhatóságát.

A motorsport világában bekövetkező változások figyelembevételével 2022 januárjában a Maserati bejelentette, hogy csatlakozik a Formula E-hez a 2022–23-as szezonra. Ez az elköteleződés nemcsak azt jelenti, hogy a Maserati továbbra is jelen van a versenypályákon, hanem azt is mutatja, hogy az autómárka elkötelezett az elektromos mobilitás iránt. A Formula E egyre népszerűbbé válik világszerte, és izgalmas lehetőségeket kínál az innovációra és a technológiai fejlődésre.

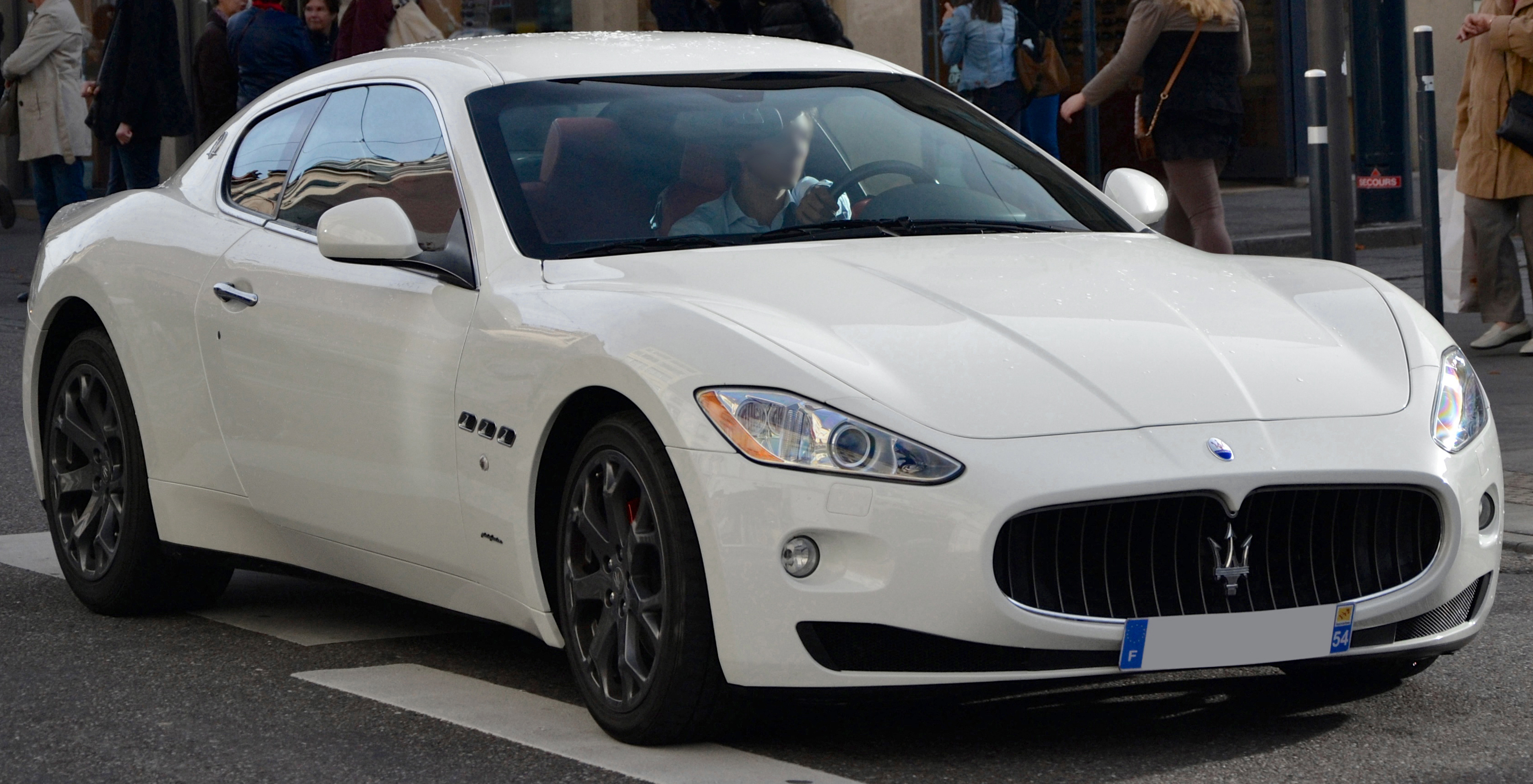
Maserati Granturismo